# Зубата акула
Зубата акула (Centroscyllium) — рід акул родини Ліхтарні акули ряду Катраноподібні. Має 7 видів. Інша назва «чорна колюча акула».

## Опис
Загальна довжина представника цього роду коливається від 25 до 60 см. Голова маленька. Очі великі, овальні, мають горизонтальну форму. за очима присутні маленькі бризкальця. Зуби дрібні, з 3 верхівками та високою середньою верхівкою. Тулуб кремезний, трохи витягнутий. Шкіряна луска висока, зірчаста або конусоподібна із зігнутою верхівкою-зубчиком. У них 5 пар зябрових щілин. Грудні та черевні плавці маленькі. Має 2 спинних плавця з дещо зігнутими, рифленими шипами. Шип заднього плавця більше за шип переднього. Спинні плавці маже однакові, у деяких видів задній плавець більше за передній. Анальний плавець відсутній. Хвостовий плавець відносно короткий та широкий. Черево відносно довге.
Забарвлення темне, майже чорне з коричнюватим або сірим відтінком. Очі зеленуватого кольору.

## Спосіб життя
Це глибоководні акули. Тримаються на глибинах до 2000 м. Здатні здійснювати добові міграції. Живляться кальмарами, креветками, морськими черв'яками, а також дрібною рибою.
Статева зрілість настає у пізньому віці. Це яйцеживородні акули. Плодючість незначна.
Не мають промислового значення, цінується печінка, що багата на сквален.

## Розповсюдження
Мешкають у теплих та помірних водах Індійського, Атлантичного та Тихого океану.

## Види
- Centroscyllium excelsum  Shirai & Nakaya, 1990
- Centroscyllium fabricii  (Reinhardt, 1825)
- Centroscyllium granulatum  Günther, 1887
- Centroscyllium kamoharai  Abe, 1966
- Centroscyllium nigrum  Garman, 1899
- Centroscyllium ornatum  (Alcock, 1889)
- Centroscyllium ritteri  Jordan & Fowler, 1903